# Rajd Féminin Paris – Saint Raphael 1974
Rajd Féminin Paris – Saint-Raphaël 1974 (32. Rallye Féminin Paris – Saint-Raphaël) – 32 edycja rajdu samochodowego Rallye Féminin Paris – Saint-Raphaël rozgrywanego we Francji. Rozgrywany był od 10 do 12 maja 1974 roku. Była to dziewiąta runda Rajdowych Mistrzostw Europy w roku 1974.

## Klasyfikacja rajdu
| Miejsce                      | Kierowca                     | Pilot                        | Samochód                     | Czas                         | Strata                       |                              |
| Klasyfikacja generalna i ERC | Klasyfikacja generalna i ERC | Klasyfikacja generalna i ERC | Klasyfikacja generalna i ERC | Klasyfikacja generalna i ERC | Klasyfikacja generalna i ERC | Klasyfikacja generalna i ERC |
| ---------------------------- | ---------------------------- | ---------------------------- | ---------------------------- | ---------------------------- | ---------------------------- | ---------------------------- |
| 1.                           | Christine Beckers            | Michèle Espinosi-Petit       | Lancia Stratos HF            | 2:47:30                      | 0.0                          |                              |
| 2.                           | Anny-Charlotte Verney        | Legou                        | Porsche 911 Carrera RS       | 2:48:36                      | +1:06                        |                              |
| 3.                           | Donatella Tominz             | Gabriella Mamolo             | Fiat 124 Abarth Rallye       | 2:53:37                      | +6:07                        |                              |
| 4.                           | Cécile de Montgolfier        | Duran                        | Alpine-Renault A110          | 2:54:25                      | +6:55                        |                              |
| 5.                           | Michèle Mouton               | Marinette Furia              | Alpine-Renault A110 1800     | 2:55:21                      | +7:51                        |                              |
| 6.                           | Martine Cordesse             | Roger                        | Alpine-Renault A110          | 2:59:36                      | +12:06                       |                              |
| 7.                           | Bourdon                      | Chevallet                    | Opel Kadett                  | 3:00:40                      | +13:10                       |                              |
| 8.                           | Corinne Tarnaud              | Hoube                        | Alfa Romeo 2000              | 3:01:42                      | +14:12                       |                              |
| 9.                           | Renier                       | Fouquet                      | Alfa Romeo 2000              | 3:02:07                      | +14:37                       |                              |
| 10.                          | Gérard Meo                   | Francja                      | Porsche                      | 3:04:57                      | +17:27                       |                              |